# Takanori Sugeno
Takanori Sugeno (jap. 菅野 孝憲 Sugeno Takanori; ur. 3 maja 1984) – japoński piłkarz występujący na pozycji bramkarza, zawodnik Hokkaido Consadole Sapporo (wypożyczony z Kyoto Sanga F.C.).

## Życiorys

### Kariera klubowa
Od 2003 roku występował w klubach: Yokohama FC i Kashiwa Reysol.
5 stycznia 2016 podpisał kontrakt z Kyoto Sanga F.C., umowa do 31 stycznia 2020.
1 lutego 2018 został wypożyczony do japońskiego klubu Hokkaido Consadole Sapporo, umowa do 31 stycznia 2020.

## Sukcesy

### Klubowe
Yokohama FC
- Zwycięzca J2 League: 2006

Kashiwa Reysol
- Zwycięzca J2 League: 2010
- Mistrz Japonii: 2011
- Zdobywca Pucharu Japonii: 2012
- Zdobywca Superpucharu Japonii: 2012
- Zdobywca Pucharu Ligi Japońskiej: 2013
- Zdobywca drugiego miejsca Superpucharu Japonii: 2013
- Zdobywca Copa Suruga Bank: 2014

Hokkaido Consadole Sapporo
- Zdobywca drugiego miejsca Pucharu Ligi Japońskiej: 2019

### Indywidualne
- Odkrycie Roku J.League: 2007